# Star Wars: The Clone Wars (telessérie de 2008)
Star Wars: The Clone Wars (bra: Star Wars: A Guerra dos Clones; prt: Star Wars - Clone Wars, Star Wars: A Guerra dos Clones ou Star Wars: The Clone Wars) é uma série de animação em 3D criada por George Lucas e produzida pela empresa estadunidense Lucasfilm. A série foi baseada no filme homônimo lançado em 2008 e destacou-se como uma grande série original do Cartoon Network. A sexta temporada foi publicada pela Netflix e está sendo reexibida agora todas as quintas a partir das 05:20 da tarde, substituindo as sessões de filme da tarde.
Em 19 de julho de 2018, a Lucasfilm anunciou na San Diego Comic-Con que a série seria revivida com 12 novos episódios a serem lançados no serviço de streaming da Disney, previsto inicialmente para 2019, e depois para 2020. Em 21 de fevereiro de 2020, a sétima e última temporada estreou no serviço de streaming Disney+, com o último episódio sendo lançado no dia 4 de maio do mesmo ano. Os personagens estão ligeiramente diferentes do que nas temporadas anteriores, devido a aproximação dos eventos de Star Wars: Episódio III - A Vingança dos Sith.

## Personagens
- Anakin Skywalker: É o protagonista da série e ex-padawan de Obi-Wan Kenobi, sendo que Anakin foi recentemente graduado Cavaleiro Jedi. Ele é um habilidoso piloto, sendo por muitas vezes considerado o maior de toda a  galáxia, mas ainda terá de aprender muito com os ensinamentos de seu mestre, já que seu maior defeito como Jedi seja o apego.
- Ahsoka Tano: É descoberta pelo Mestre Plo Koon e com idade miníma teve de iniciar seu treinamento como padawan em decorrência da guerra. Luta ao lado de seu mestre Anakin Skywalker e com ele procura aprender mais sobre a Força.
- Obi-Wan Kenobi: É o mestre, mentor e grande amigo de Anakin, sendo também um grande candidato ao Conselho Jedi. Obi-Wan raramente está junto de Anakin, já que é enviado aos lugares mais distantes da Galáxia para lutar em nome da República.
- Yoda: É um dos mestres Jedi mais poderosos na história da galáxia. É conhecido por sua lendária sabedoria, seu domínio da Força e habilidades no combate sabre de luz. Yoda serviu como um membro do Alto Conselho Jedi nos últimos séculos da República Galáctica e reinou como "Grão-Mestre" da Ordem Jedi, antes, durante e depois da devastadora Guerra dos Clones.
- R2-D2: É um droide astromecânico e, sem dúvida, a unidade mais famosa da série R2. Ele serviu a família Skywalker fielmente por muitos anos. Juntamente com a sua desenvoltura, R2-D2 foi equipado por seus proprietários originais com ferramentas muito úteis que lhe permitiram servir como um mecânico e especialista em computador.

- Jabba the Hutt
- Ziro the Hutt
- Cad Bane
- Padmé Amidala
- Comandante Cody
- Conde Dooku
- Darth Sidious
- Capitão Rex
- C-3PO
- Comandante Gree
- Comandante Thire
- Comandante Bly
- Onaconda Farr
- Pilf Mukmuk
- Thi-Sen
- Plo Koon
- Luminara Unduli
- Conde Dookan
- Asajj Ventress
- Mace Windu
- Nute Gunray
- General Grievous
- Darth Maul
- Grand Moff Tarkin
- Colonel Wullf Yularen
- Kit Fisto
- Jar Jar Binks
- Wat Tambor
- Lok Durd
- Nala Se
- Gha Nachkt
- Kwazel Maw
- Shaak Ti
- Wes Striker
- Nahdar Vebb
- Hondo Ohnaka
- Even Piell
- Aayla Secura
- Chairman Cho
- Dr. Nuvo Vindi
- Eeth Koth
- Ki-Adi-Mundi
- Peppi Bow
- Jaybo Hood
- Mar Tuuk
- R3-S6
- Adi Gallia
- Boba Fett
- Barriss Offee
- Mãe Talzin
- Savage Opress

## Produção

### Desenvolvimento
Desde 2002, George Lucas considerava produzir uma série de animação cujos eventos se passavam entre os episódios II e III da trilogia prequela, a fim de explorar as aventuras dos cavaleiros Jedi Obi-Wan Kenobi e Anakin Skywalker, além dos heróis, dos vilões e dos planetas que são pouco mostrados nos filmes dessa trilogia. Após a estreia e transmissão da série Star Wars: Clone Wars, Lucas retomou seu projeto Clone Wars em 2005, convocando a seção de pesquisa e desenvolvimento da Lucasfilm Animation, na qual ele decidiu recrutar jovens artistas como Dave Filoni; ele já havia dirigido episódios da série Avatar: The Last Airbender, do canal Nickelodeon. Lucas e Filoni começaram a trabalhar juntos para aperfeiçoar o estilo artístico e desenvolver os roteiros, frequentemente utilizando ideias abandonadas por Lucas guardava desde o primeiro filme da franquia Star Wars lançado em 1977.
Filoni propôs a Lucas sua ideia inicial: uma série centrada em um grupo de personagens recorrentes que viajam em uma nave espacial semelhante à Millennium Falcon. A equipe da espaçonave incluiria um contrabandista, sua pequena amiga, um Gungan chamado Lunker, um aprendiz Jedi chamado Ashla e seu mestre Jedi. Esse conceito inicial foi proposto por Filoni para que a série não interferisse na continuidade já existente. Assim, ela teria apenas aparições ocasionais dos personagens cinematográficos, como Obi-Wan Kenobi e Anakin Skywalker. No entanto, Lucas recusou a ideia e decidiu que a série deveria ser focada nos personagens dos filmes. Nessa versão, algumas ideias de Filoni foram conservadas, como o aprendiz Ashla, apesar do gênero e o nome terem sido mudados para criar a padawan Ahsoka. Finalmente, em abril de 2005, na convenção de fãs da franquia, a Star Wars Celebration, George Lucas anunciou a série declarando: 
Nós estamos trabalhando em uma continuação 3D do piloto da série que estava no Cartoon Network, nós provavelmente não vamos começar esse projeto por mais um ano.Original (em inglês): We are working on a 3D continuation of the pilot series that was on the Cartoon Network, we probably won't start that project for another year.— George Lucas (em inglês)
Genndy Tartakovsky, que concebera a série anterior, não estava envolvido na produção. Segundo Steve Sansweet, chefe de relações com os fãs da Lucasfilm, a pré-produção da série começou três meses após o anúncio, nos estúdios da Lucasfilm Animation. Sansweet apresentou o projeto como "a próxima geração da saga Star Wars", uma série "vanguardista" de animação tridimensional, com episódios de trinta minutos e "baseada na Guerras Clônicas que se passam entre o episódio II e o episódio III". Ele descreveu o estilo visual da nova série como uma fusão do anime asiático, que toma inspiração da série de televisão Thunderbirds, aliado a um estilo de animação 3D único.

## Exibição
| Filmes e séries | Filmes e séries                     | Calendário ficcional (em anos) | Calendário ficcional (em anos) | Calendário ficcional (em anos) | Calendário ficcional (em anos) | Calendário ficcional (em anos) | Calendário ficcional (em anos) | Calendário ficcional (em anos) | Calendário ficcional (em anos) | Calendário ficcional (em anos) | Calendário ficcional (em anos) | Calendário ficcional (em anos) | Calendário ficcional (em anos) | Calendário ficcional (em anos) | Calendário ficcional (em anos) | Calendário ficcional (em anos) | Calendário ficcional (em anos) | Calendário ficcional (em anos) | Calendário ficcional (em anos) | Calendário ficcional (em anos) | Calendário ficcional (em anos) | Calendário ficcional (em anos) | Calendário ficcional (em anos) | Calendário ficcional (em anos) | Calendário ficcional (em anos) | Calendário ficcional (em anos) | Calendário ficcional (em anos) | Calendário ficcional (em anos) | Calendário ficcional (em anos) | Calendário ficcional (em anos) | Calendário ficcional (em anos) | Calendário ficcional (em anos) | Calendário ficcional (em anos) | Calendário ficcional (em anos) | Calendário ficcional (em anos) | Calendário ficcional (em anos) | Calendário ficcional (em anos) | Calendário ficcional (em anos) | Calendário ficcional (em anos) | Calendário ficcional (em anos) | Calendário ficcional (em anos) | Calendário ficcional (em anos) | Calendário ficcional (em anos) | Calendário ficcional (em anos) | Calendário ficcional (em anos) | Calendário ficcional (em anos) | Calendário ficcional (em anos) | Calendário ficcional (em anos) | Calendário ficcional (em anos) | Calendário ficcional (em anos) | Calendário ficcional (em anos) |
| Filmes e séries | Filmes e séries                     | Antes da Batalha de Yavin      | Antes da Batalha de Yavin      | Antes da Batalha de Yavin      | Antes da Batalha de Yavin      | Antes da Batalha de Yavin      | Antes da Batalha de Yavin      | Antes da Batalha de Yavin      | Antes da Batalha de Yavin      | Antes da Batalha de Yavin      | Antes da Batalha de Yavin      | Antes da Batalha de Yavin      | Antes da Batalha de Yavin      | Antes da Batalha de Yavin      | Antes da Batalha de Yavin      | Antes da Batalha de Yavin      | Antes da Batalha de Yavin      | Antes da Batalha de Yavin      | Antes da Batalha de Yavin      | Antes da Batalha de Yavin      | Antes da Batalha de Yavin      | Antes da Batalha de Yavin      | Antes da Batalha de Yavin      | Antes da Batalha de Yavin      | Antes da Batalha de Yavin      | Antes da Batalha de Yavin      | Antes da Batalha de Yavin      | Antes da Batalha de Yavin      | Antes da Batalha de Yavin      | Antes da Batalha de Yavin      | Antes da Batalha de Yavin      | Depois da Batalha de Yavin     | Depois da Batalha de Yavin     | Depois da Batalha de Yavin     | Depois da Batalha de Yavin     | Depois da Batalha de Yavin     | Depois da Batalha de Yavin     | Depois da Batalha de Yavin     | Depois da Batalha de Yavin     | Depois da Batalha de Yavin     | Depois da Batalha de Yavin     | Depois da Batalha de Yavin     | Depois da Batalha de Yavin     | Depois da Batalha de Yavin     | Depois da Batalha de Yavin     | Depois da Batalha de Yavin     | Depois da Batalha de Yavin     | Depois da Batalha de Yavin     | Depois da Batalha de Yavin     | Depois da Batalha de Yavin     | Depois da Batalha de Yavin     |
| Filmes e séries | Filmes e séries                     | 33                             | 32                             | 31                             | 30–24                          | 23                             | 22                             | 21                             | 20                             | 19                             | 18                             | 17                             | 16                             | 15                             | 14                             | 13                             | 12                             | 11                             | 10                             | 9                              | 8                              | 7                              | 6                              | 5                              | 4                              | 3                              | 2                              | 1                              | 0                              | 0                              | 0                              | 0                              | 1                              | 2                              | 3                              | 4                              | 5                              | 6                              | 7                              | 8                              | 9                              | 10                             | 11                             | 12–31                          | 32                             | 33                             | 34                             | 34                             | 35                             | 36-49                          | 50                             |
| --- | ----------------------------------- | ------------------------------ | ------------------------------ | ------------------------------ | ------------------------------ | ------------------------------ | ------------------------------ | ------------------------------ | ------------------------------ | ------------------------------ | ------------------------------ | ------------------------------ | ------------------------------ | ------------------------------ | ------------------------------ | ------------------------------ | ------------------------------ | ------------------------------ | ------------------------------ | ------------------------------ | ------------------------------ | ------------------------------ | ------------------------------ | ------------------------------ | ------------------------------ | ------------------------------ | ------------------------------ | ------------------------------ | ------------------------------ | ------------------------------ | ------------------------------ | ------------------------------ | ------------------------------ | ------------------------------ | ------------------------------ | ------------------------------ | ------------------------------ | ------------------------------ | ------------------------------ | ------------------------------ | ------------------------------ | ------------------------------ | ------------------------------ | ------------------------------ | ------------------------------ | ------------------------------ | ------------------------------ | ------------------------------ | ------------------------------ | ------------------------------ | ------------------------------ |
| A Ameaça Fantasma Ataque dos Clones A Vingança dos Sith |                                     |                                | I                              |                                |                                |                                | II                             |                                |                                | III                            |                                |                                |                                |                                |                                |                                |                                |                                |                                |                                |                                |                                |                                |                                |                                |                                |                                |                                |                                |                                |                                |                                |                                |                                |                                |                                |                                |                                |                                |                                |                                |                                |                                |                                |                                |                                |                                |                                |                                |                                |                                |
| Uma Nova Esperança O Império Contra-Ataca O Regresso de Jedi |                                     |                                |                                |                                | IV                             | IV                             | V                              | VI                             |                                |                                |                                |                                |                                |                                |                                |                                |                                |                                |                                |                                |                                |                                |                                |                                |                                |                                |                                |                                |                                |                                |                                |                                |                                |                                |                                |                                |                                |                                |                                |                                |                                |                                |                                |                                |                                |                                |                                |                                |                                |                                |                                |
| O Despertar da Força Os Últimos Jedi A Ascensão de Skywalker |                                     |                                |                                |                                |                                | VII                            | VIII                           | IX                             |                                |                                |                                |                                |                                |                                |                                |                                |                                |                                |                                |                                |                                |                                |                                |                                |                                |                                |                                |                                |                                |                                |                                |                                |                                |                                |                                |                                |                                |                                |                                |                                |                                |                                |                                |                                |                                |                                |                                |                                |                                |                                |                                |
| Rogue One Solo |                                     | a                              | R1                             |                                |                                |                                |                                |                                |                                |                                |                                |                                |                                |                                |                                |                                |                                |                                |                                |                                |                                |                                |                                |                                |                                |                                |                                |                                |                                |                                |                                |                                |                                |                                |                                |                                |                                |                                |                                |                                |                                |                                |                                |                                |                                |                                |                                |                                |                                |                                |                                |
| Rogue One Solo | a                                   | S                              |                                |                                |                                |                                |                                |                                |                                |                                |                                |                                |                                |                                |                                |                                |                                |                                |                                |                                |                                |                                |                                |                                |                                |                                |                                |                                |                                |                                |                                |                                |                                |                                |                                |                                |                                |                                |                                |                                |                                |                                |                                |                                |                                |                                |                                |                                |                                |                                |                                |
| The Clone Wars (+ Filme) The Bad Batch Obi-Wan Kenobi Rebels Andor Resistance The Mandalorian O Livro de Boba Fett Ahsoka |                                     | Clone Wars                     | Clone Wars                     | Clone Wars                     | Clone Wars                     |                                |                                |                                |                                |                                |                                |                                |                                |                                |                                |                                |                                |                                |                                |                                |                                |                                |                                |                                |                                |                                |                                |                                |                                |                                |                                |                                |                                |                                |                                |                                |                                |                                |                                |                                |                                |                                |                                |                                |                                |                                |                                |                                |                                |                                |                                |
| The Clone Wars (+ Filme) The Bad Batch Obi-Wan Kenobi Rebels Andor Resistance The Mandalorian O Livro de Boba Fett Ahsoka |                                     |                                | BB                             |                                |                                |                                |                                |                                |                                |                                |                                |                                |                                |                                |                                |                                |                                |                                |                                |                                |                                |                                |                                |                                |                                |                                |                                |                                |                                |                                |                                |                                |                                |                                |                                |                                |                                |                                |                                |                                |                                |                                |                                |                                |                                |                                |                                |                                |                                |                                |                                |
| The Clone Wars (+ Filme) The Bad Batch Obi-Wan Kenobi Rebels Andor Resistance The Mandalorian O Livro de Boba Fett Ahsoka |                                     | K                              |                                |                                |                                |                                |                                |                                |                                |                                |                                |                                |                                |                                |                                |                                |                                |                                |                                |                                |                                |                                |                                |                                |                                |                                |                                |                                |                                |                                |                                |                                |                                |                                |                                |                                |                                |                                |                                |                                |                                |                                |                                |                                |                                |                                |                                |                                |                                |                                |                                |
| The Clone Wars (+ Filme) The Bad Batch Obi-Wan Kenobi Rebels Andor Resistance The Mandalorian O Livro de Boba Fett Ahsoka |                                     | Rebels                         | Rebels                         | Rebels                         | Rebels                         | Rebels                         | Rebels                         | b                              |                                |                                |                                |                                |                                |                                |                                |                                |                                |                                |                                |                                |                                |                                |                                |                                |                                |                                |                                |                                |                                |                                |                                |                                |                                |                                |                                |                                |                                |                                |                                |                                |                                |                                |                                |                                |                                |                                |                                |                                |                                |                                |                                |
| The Clone Wars (+ Filme) The Bad Batch Obi-Wan Kenobi Rebels Andor Resistance The Mandalorian O Livro de Boba Fett Ahsoka | Andor                               |                                |                                |                                |                                |                                |                                |                                |                                |                                |                                |                                |                                |                                |                                |                                |                                |                                |                                |                                |                                |                                |                                |                                |                                |                                |                                |                                |                                |                                |                                |                                |                                |                                |                                |                                |                                |                                |                                |                                |                                |                                |                                |                                |                                |                                |                                |                                |                                |                                |                                |
| The Clone Wars (+ Filme) The Bad Batch Obi-Wan Kenobi Rebels Andor Resistance The Mandalorian O Livro de Boba Fett Ahsoka |                                     |                                |                                |                                |                                | Resistance                     |                                |                                |                                |                                |                                |                                |                                |                                |                                |                                |                                |                                |                                |                                |                                |                                |                                |                                |                                |                                |                                |                                |                                |                                |                                |                                |                                |                                |                                |                                |                                |                                |                                |                                |                                |                                |                                |                                |                                |                                |                                |                                |                                |                                |                                |
| The Clone Wars (+ Filme) The Bad Batch Obi-Wan Kenobi Rebels Andor Resistance The Mandalorian O Livro de Boba Fett Ahsoka | M                                   |                                |                                |                                |                                |                                |                                |                                |                                |                                |                                |                                |                                |                                |                                |                                |                                |                                |                                |                                |                                |                                |                                |                                |                                |                                |                                |                                |                                |                                |                                |                                |                                |                                |                                |                                |                                |                                |                                |                                |                                |                                |                                |                                |                                |                                |                                |                                |                                |                                |                                |
| The Clone Wars (+ Filme) The Bad Batch Obi-Wan Kenobi Rebels Andor Resistance The Mandalorian O Livro de Boba Fett Ahsoka | BF                                  |                                |                                |                                |                                |                                |                                |                                |                                |                                |                                |                                |                                |                                |                                |                                |                                |                                |                                |                                |                                |                                |                                |                                |                                |                                |                                |                                |                                |                                |                                |                                |                                |                                |                                |                                |                                |                                |                                |                                |                                |                                |                                |                                |                                |                                |                                |                                |                                |                                |                                |
| The Clone Wars (+ Filme) The Bad Batch Obi-Wan Kenobi Rebels Andor Resistance The Mandalorian O Livro de Boba Fett Ahsoka | A                                   |                                |                                |                                |                                |                                |                                |                                |                                |                                |                                |                                |                                |                                |                                |                                |                                |                                |                                |                                |                                |                                |                                |                                |                                |                                |                                |                                |                                |                                |                                |                                |                                |                                |                                |                                |                                |                                |                                |                                |                                |                                |                                |                                |                                |                                |                                |                                |                                |                                |                                |
| Era | Era                                 | Queda dos Jedi                 | Queda dos Jedi                 | Queda dos Jedi                 | Queda dos Jedi                 | Queda dos Jedi                 | Queda dos Jedi                 | Queda dos Jedi                 | Queda dos Jedi                 | Queda dos Jedi                 | Ascensão do Império            | Ascensão do Império            | Ascensão do Império            | Ascensão do Império            | Ascensão do Império            | Ascensão do Império            | Ascensão do Império            | Ascensão do Império            | Ascensão do Império            | Ascensão do Império            | Ascensão do Império            | Ascensão do Império            | Ascensão do Império            | Era da Rebelião                | Era da Rebelião                | Era da Rebelião                | Era da Rebelião                | Era da Rebelião                | Era da Rebelião                | Era da Rebelião                | Era da Rebelião                | Era da Rebelião                | Era da Rebelião                | Era da Rebelião                | Era da Rebelião                | Era da Rebelião                | Era da Rebelião                | A Nova República               | A Nova República               | A Nova República               | A Nova República               | A Nova República               | A Nova República               | A Nova República               | A Nova República               | Ascensão da Primeira Ordem     | Ascensão da Primeira Ordem     | Ascensão da Primeira Ordem     | Ascensão da Primeira Ordem     |                                | A Nova Ordem Jedi              |
| \| \| Prequela (Episódios I–III) \| \| \| Trilogia Original (Episódios IV–VI) \| \| \| Sequela (Episódios VII–IX) \| \| \| Filmes A Star Wars Story \| \| \| Séries \| a: Prólogo b: Epílogo Os episódios da web série Star Wars: Força do Destino passam-se em alturas diferentes, o que dificulta a sua inserção no cronograma. Também estão excluídos minisséries, contos, bandas desenhadas e livros do cânone oficial do Star-Wars, bem como o parque temático Star Wars: Galaxy’s Edge (entre VIII e IX). A cronologia usa o calendário ficcional do universo Star-Wars em anos antes e depois da Batalha de Yavin. A Batalha de Yavin IV representa o final do Episódio IV, em que Luke Skywalker e os rebeldes destroem a primeira Estrela da Morte. |                                     |                                |                                |                                |                                |                                |                                |                                |                                |                                |                                |                                |                                |                                |                                |                                |                                |                                |                                |                                |                                |                                |                                |                                |                                |                                |                                |                                |                                |                                |                                |                                |                                |                                |                                |                                |                                |                                |                                |                                |                                |                                |                                |                                |                                |                                |                                |                                |                                |                                |                                |
| | Prequela (Episódios I–III)          |                                |                                |                                |                                |                                |                                |                                |                                |                                |                                |                                |                                |                                |                                |                                |                                |                                |                                |                                |                                |                                |                                |                                |                                |                                |                                |                                |                                |                                |                                |                                |                                |                                |                                |                                |                                |                                |                                |                                |                                |                                |                                |                                |                                |                                |                                |                                |                                |                                |                                |
| | Trilogia Original (Episódios IV–VI) |                                |                                |                                |                                |                                |                                |                                |                                |                                |                                |                                |                                |                                |                                |                                |                                |                                |                                |                                |                                |                                |                                |                                |                                |                                |                                |                                |                                |                                |                                |                                |                                |                                |                                |                                |                                |                                |                                |                                |                                |                                |                                |                                |                                |                                |                                |                                |                                |                                |                                |
| | Sequela (Episódios VII–IX)          |                                |                                |                                |                                |                                |                                |                                |                                |                                |                                |                                |                                |                                |                                |                                |                                |                                |                                |                                |                                |                                |                                |                                |                                |                                |                                |                                |                                |                                |                                |                                |                                |                                |                                |                                |                                |                                |                                |                                |                                |                                |                                |                                |                                |                                |                                |                                |                                |                                |                                |
| | Filmes A Star Wars Story            |                                |                                |                                |                                |                                |                                |                                |                                |                                |                                |                                |                                |                                |                                |                                |                                |                                |                                |                                |                                |                                |                                |                                |                                |                                |                                |                                |                                |                                |                                |                                |                                |                                |                                |                                |                                |                                |                                |                                |                                |                                |                                |                                |                                |                                |                                |                                |                                |                                |                                |
| | Séries                              |                                |                                |                                |                                |                                |                                |                                |                                |                                |                                |                                |                                |                                |                                |                                |                                |                                |                                |                                |                                |                                |                                |                                |                                |                                |                                |                                |                                |                                |                                |                                |                                |                                |                                |                                |                                |                                |                                |                                |                                |                                |                                |                                |                                |                                |                                |                                |                                |                                |                                |

## Um final para The Clone Wars: Sétima e última temporada[14]
Como amplamente discutido, "Clone Wars" é uma série de Star Wars icônica que conquistou uma legião de fãs em todo o mundo. No entanto, em 2014, sua sexta temporada foi lançada, deixando uma incerteza sobre o futuro da série após a aquisição da LucasFilm pela Disney. A falta de atualizações sobre o seriado entristeceu a comunidade, pois a história necessitava de um final.
Em 2018, foi anunciada a tão esperada sétima temporada de "The Clone Wars", que seria exibida no novo serviço de streaming Disney+. Isso trouxe um alívio para a comunidade de fãs, pois significava que veríamos uma conclusão para os arcos de personagens queridos, como Ahsoka Tano, Capitão Rex e muitos outros apresentados na série.
A sétima temporada introduziu novos personagens, como as catadoras de lixo e o esquadrão da "The Bad Batch", mas comprometeu-se principalmente em fechar os arcos de Ahsoka e Capitão Rex durante o cerco a Mandalore, além de mostrar como os personagens reagiriam ao marcante evento da Ordem 66.
| País           | Canais                                                                  |
| -------------- | ----------------------------------------------------------------------- |
| Austrália      | Cartoon Network                                                         |
| Brasil         | Cartoon Network Brasil Rede Globo                                       |
| Bulgária       | Cartoon Network bTV                                                     |
| Canadá         | CTV SPACE Teletoon                                                      |
| Croácia        | Cartoon Network                                                         |
| Dinamarca      | Cartoon Network                                                         |
| Espanha        | Neox, Cartoon Network                                                   |
| Finlândia      | MTV3                                                                    |
| Alemanha       | ProSieben Cartoon Network                                               |
| Hong Kong      | TVB Pearl                                                               |
| Índia          | Cartoon Network                                                         |
| Itália         | Cartoon Network                                                         |
| México         | Canal 5                                                                 |
| Países Baixos  | RTL 5                                                                   |
| Noruega        | NRK Super                                                               |
| Paquistão      | Cartoon Network                                                         |
| Filipinas      | Cartoon Network                                                         |
| Polónia        | TVP1 Cartoon Network                                                    |
| Portugal       | SIC                                                                     |
| União Europeia | Cartoon Network                                                         |
| França         | M6 W9 Cartoon Network                                                   |
| Roménia        | Cartoon Network                                                         |
| Reino Unido    | Sky Movies Premiere, Premiere HD, Family, Cartoon Network (Reino Unido) |
| África do Sul  | Cartoon Network                                                         |
| Estados Unidos | Cartoon Network                                                         |
| Turquia        | Cartoon Network                                                         |

## Exibição lusófona

### Brasil
No Brasil, a série foi exibida primeiramente pelo canal fechado Cartoon Network, com estreia em 13 de fevereiro de 2009, e pela Rede Globo, na televisão aberta.

### Portugal
Em Portugal, a série estreou através da SIC no dia 21 de dezembro de 2008. Apenas as duas primeiras temporadas foram transmitidas e continuaram no canal até 2013.
A 10 de novembro de 2010, a primeira temporada foi editada em DVD pela Lusomundo em 2 formatos: em 4 volumes separados ou num pack conjunto.
A 16 de abril de 2018, as duas primeiras temporadas ficaram disponíveis no catálogo português da Netflix. Mais nenhuma temporada foi adicionada e a série foi removida do serviço em 2019.
As cinco temporadas restantes, juntamente com as duas primeiras, ficaram disponíveis no catálogo português do Disney+ a 20 de novembro de 2020.